# Cacatua-das-molucas
Catatua-das-molucas ou catatua-de-poupa-encarnada (Cacatua moluccensis) é uma ave da ordem das Psittaciformes, originária da Indonésia e seu habitat são as regiões costeiras, montanhas e florestas.
Ela come basicamente sementes, castanhas, frutas, bagas e possivelmente insetos e larvas. A fêmea bota aproximadamente 2 ovos e a incubação dura 30 dias. Em cativeiro vive aproximadamente 50 anos e está ameaçada de extinção.